# 假紫万年青属
假紫万年青属（学名：Belosynapsis）是鸭跖草科下的一个属，为多年生匍匐草本植物。该属共有4种，分布于亚洲南部。